# تک‌تیرانداز: میراث
تک تیرانداز: میراث (به انگلیسی: Sniper: Legacy) یک فیلم ویدئویی آمریکایی در ژانر اکشن محصول سال ۲۰۱۴ میلادی به کارگردانی دون مایکل پاول است.این پنجمین قسمت از سری فیلم‌های تک‌تیرانداز است.

## خلاصه داستان فیلم
داستان فیلم درباره یک قاتل حرفه ای که پدرش نیز یک خلافکار بوده است و در جریان درگیری کشته شده است. اما مافوق هایش به او دروغ میگویند که فردی که پدرش را کشته شناسایی کرده اند و از او میخواهند که او را بکشد ولی در جریان ماموریت متوجه میشود که پدرش زنده است و در واقع ما فوق هایش قصد سو استفاده از او به عنوان یک طعمه را دارند و ...

## بازیگران
- تام برنگر در نقش توماس بکت
- چاد مایکل کالینز در نقش براندون بکت
- دومینیک مافهام به عنوان سرگرد گای بیدول
- مرسدس میسون در نقش سرجوخه صنعا ملک
- داگ آلن در نقش دیوید سیمپسون
- دنیس هیزبرت به عنوان سرهنگ
- الکس رو به عنوان ریز
- نستور سرانو در نقش استیفن
- یانا مارینوا در نقش کرین
- پاتریک گریتی
- پارک وون جوان به عنوان کانتارا
- رییچو واسیلف به عنوان رهبر افغانستان (بی سابقه)